# Oscar Gjøslien
Oscar Gjøslien (* 9. November 1909; † 20. Mai 1995) war ein norwegischer Skilangläufer und Nordischer Kombinierer.
Gjøslien belegte bei den nordischen Skiweltmeisterschaften 1934 in Sollefteå den 33. Platz in der Nordischen Kombination und den 16. Rang im Skilanglauf über 50 km. Im folgenden Jahr gewann er den 50-km-Lauf beim Holmenkollen Skifestival und errang in den Jahren 1937 und 1938 jeweils den dritten Platz über 50 km. Im Jahr 1936 gewann er das Birkebeinerrennet. Bei den nordischen Skiweltmeisterschaften 1938 in Lahti lief er auf den 35. Platz über 50 km und auf den 26. Rang über 18 km. Im Februar 1939 holte er bei den nordischen Skiweltmeisterschaften in Zakopane die Bronzemedaille über 50 km. Zudem kam er dort auf den 35. Platz über 18 km. Im Jahr 1940 erhielt er zusammen mit Annar Ryen die Holmenkollen-Medaille.